# П'єр Волтьє

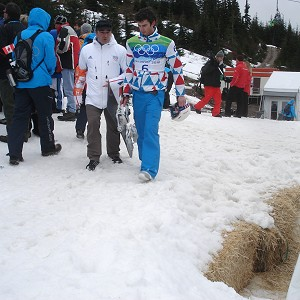

П'єр Волтьє́ (фр. Pierre Vaultier; нар. 24 червня 1987, Бріансон, Франція) — французький сноубордист. Чемпіон зимових Олімпійських ігор 2014 року з дисципліни сноубордкрос.